# Bonneuil-les-Eaux
Pour les articles homonymes, voir Bonneuil.
Bonneuil-les-Eaux est une commune française située dans le département de l'Oise en région Hauts-de-France.
Ses habitants sont appelés les Bonneuillois et les Bonneuilloises.

## Géographie

### Description
Bonneuil-les-Eaux est un village rural du Plateau picard, situé entre les vallées de la Selle et de la Noye.
La commune est située entre Beauvais et Amiens, aux confins de l'Oise et de la Somme, et est accessible par la sortie  16 de l'autoroute A16 ou la route nationale 1.
On décrivait le territoire communal en 1843 comme constitué d'un « plateau dont les pentes sont découpées en ravins el boisées en partie ».

### Communes voisines
- Au nord (et dans la Somme), Fransures, Lawarde-Mauger-l'Hortoy et Hallivillers ;
- À l'est, Paillart ;
- Au sud, Esquennoy et Fléchy au sud ;
- Au sud-ouest, Blancfossé ;
- À l'ouest, Croissy-sur-Celle et Gouy-les-Groseillers.

| Gouy-les-Groseillers | Fransures Somme   | Lawarde-Mauger-l'Hortoy Somme Hallivillers Somme |
| Croissy-sur-Celle    | Bonneuil-les-Eaux | Paillart                                         |
| Blancfossé           | Fléchy            | Esquennoy                                        |

### Hydrographie
La commune est située dans le bassin Artois-Picardie. Elle n'est drainée par aucun cours d'eau.

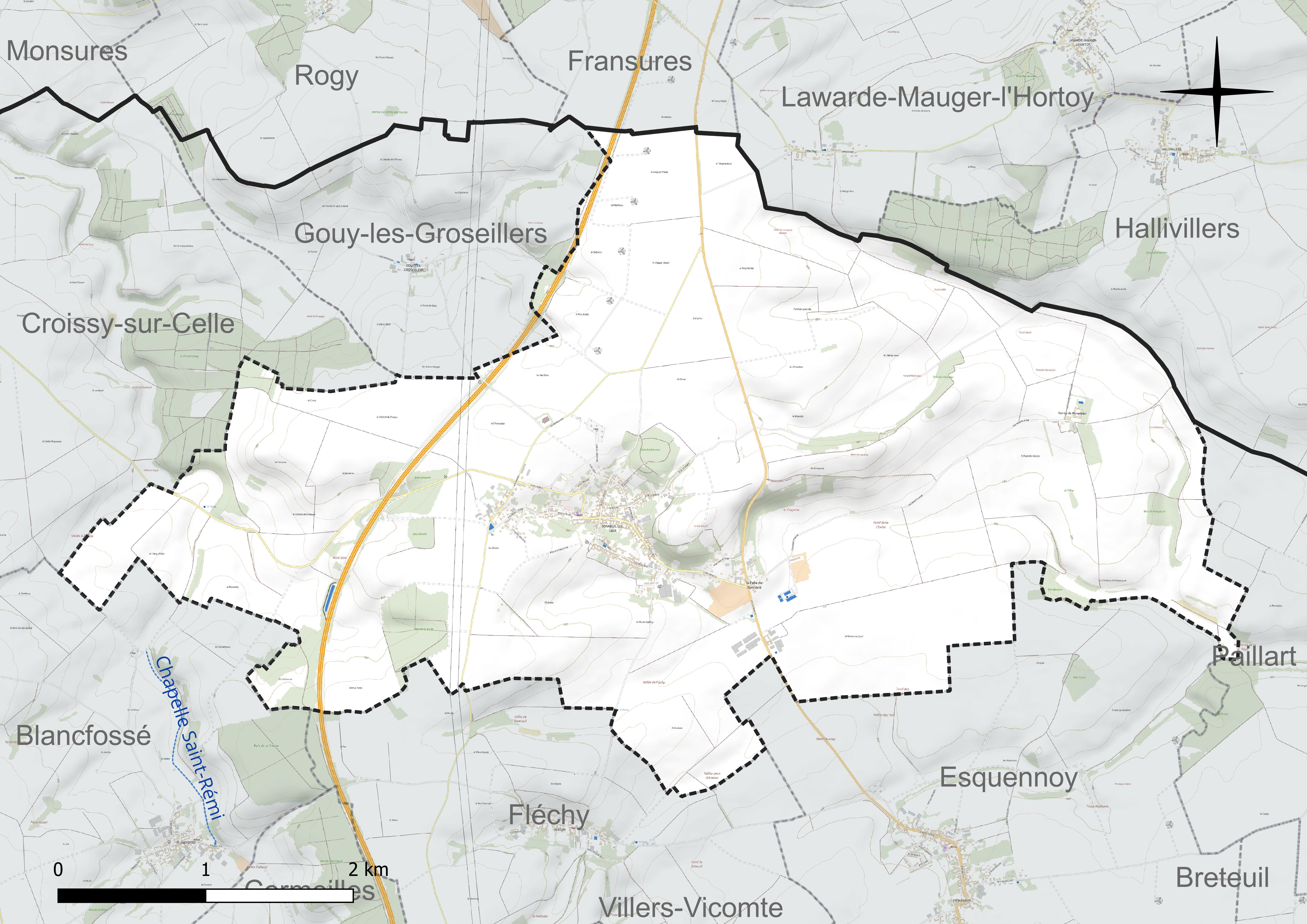
Réseau hydrographique de Bonneuil-les-Eaux.

### Climat
Pour des articles plus généraux, voir Climat des Hauts-de-France et Climat de l'Oise.
En 2010, le climat de la commune est de type climat océanique dégradé des plaines du Centre et du Nord, selon une étude du CNRS s'appuyant sur une série de données couvrant la période 1971-2000. En 2020, Météo-France publie une typologie des climats de la France métropolitaine dans laquelle la commune est exposée à un climat océanique et est dans la région climatique  Nord-est du bassin Parisien, caractérisée par un ensoleillement médiocre, une pluviométrie moyenne régulièrement répartie au cours de l'année et un hiver froid (3 °C). 
Pour la période 1971-2000, la température annuelle moyenne est de 10,2 °C, avec une amplitude thermique annuelle de 14,3 °C. Le cumul annuel moyen de précipitations est de 752 mm, avec 11,9 jours de précipitations en janvier et 8,5 jours en juillet. Pour la période 1991-2020, la température moyenne annuelle observée sur la station météorologique la plus proche, située sur la commune de Rouvroy-les-Merles à 9 km à vol d'oiseau, est de 10,7 °C et le cumul annuel moyen de précipitations est de 647,9 mm,. Pour l'avenir, les paramètres climatiques de la commune estimés pour 2050 selon différents scénarios d'émission de gaz à effet de serre sont consultables sur un site dédié publié par Météo-France en novembre 2022.

## Urbanisme

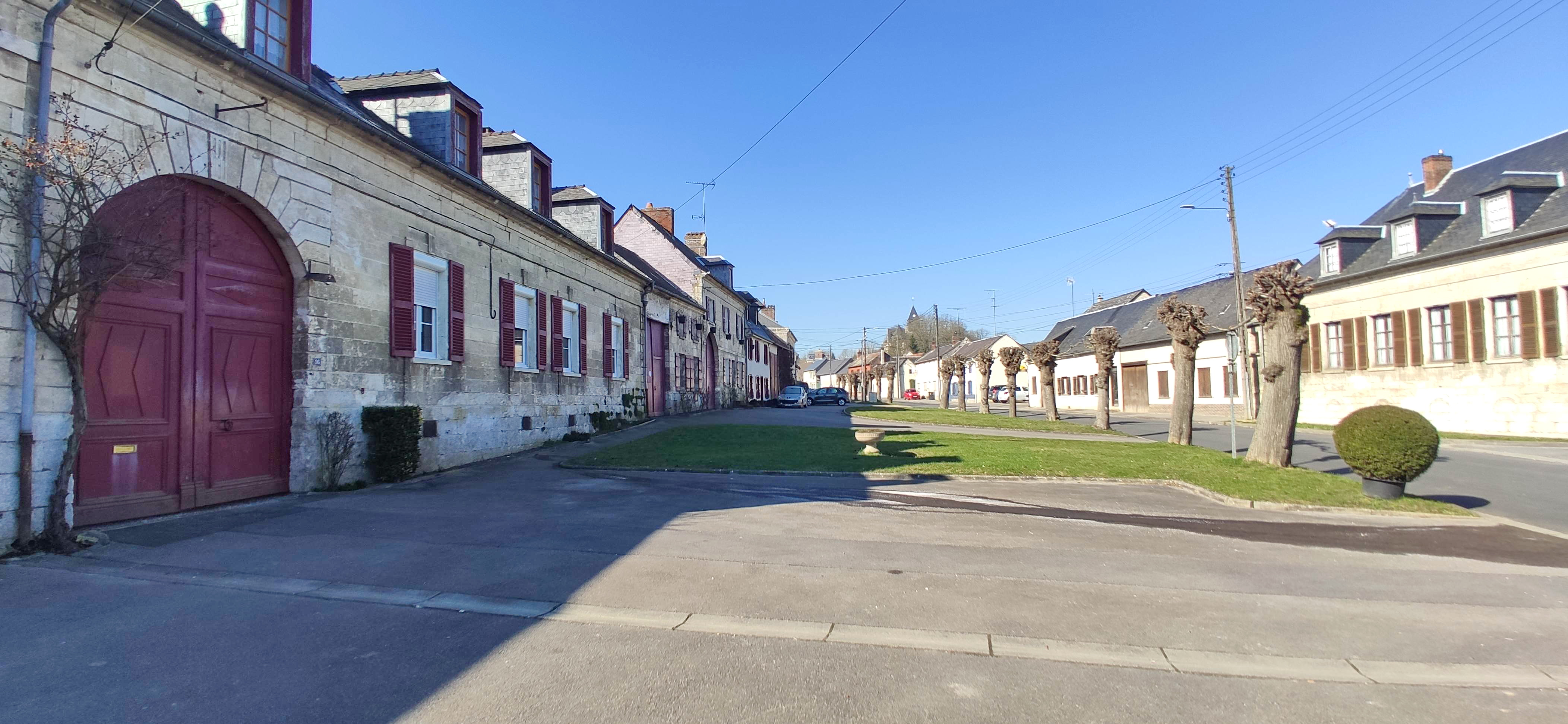
La rue de la Ville.

### Typologie
Au 1er janvier 2024, Bonneuil-les-Eaux est catégorisée bourg rural, selon la nouvelle grille communale de densité à sept niveaux définie par l'Insee en 2022.
Elle est située hors unité urbaine. Par ailleurs la commune fait partie de l'aire d'attraction d'Amiens, dont elle est une commune de la couronne,. Cette aire, qui regroupe 369 communes, est catégorisée dans les aires de 200 000 à moins de 700 000 habitants,.

### Occupation des sols
L'occupation des sols de la commune, telle qu'elle ressort de la base de données européenne d'occupation biophysique des sols Corine Land Cover (CLC), est marquée par l'importance des territoires agricoles (93,4 % en 2018), une proportion sensiblement équivalente à celle de 1990 (93,5 %). La répartition détaillée en 2018 est la suivante : 
terres arables (90,8 %), zones urbanisées (3,8 %), forêts (2,8 %), zones agricoles hétérogènes (2,7 %). L'évolution de l'occupation des sols de la commune et de ses infrastructures peut être observée sur les différentes représentations cartographiques du territoire : la carte de Cassini (XVIIIe siècle), la carte d'état-major (1820-1866) et les cartes ou photos aériennes de l'IGN pour la période actuelle (1950 à aujourd'hui).

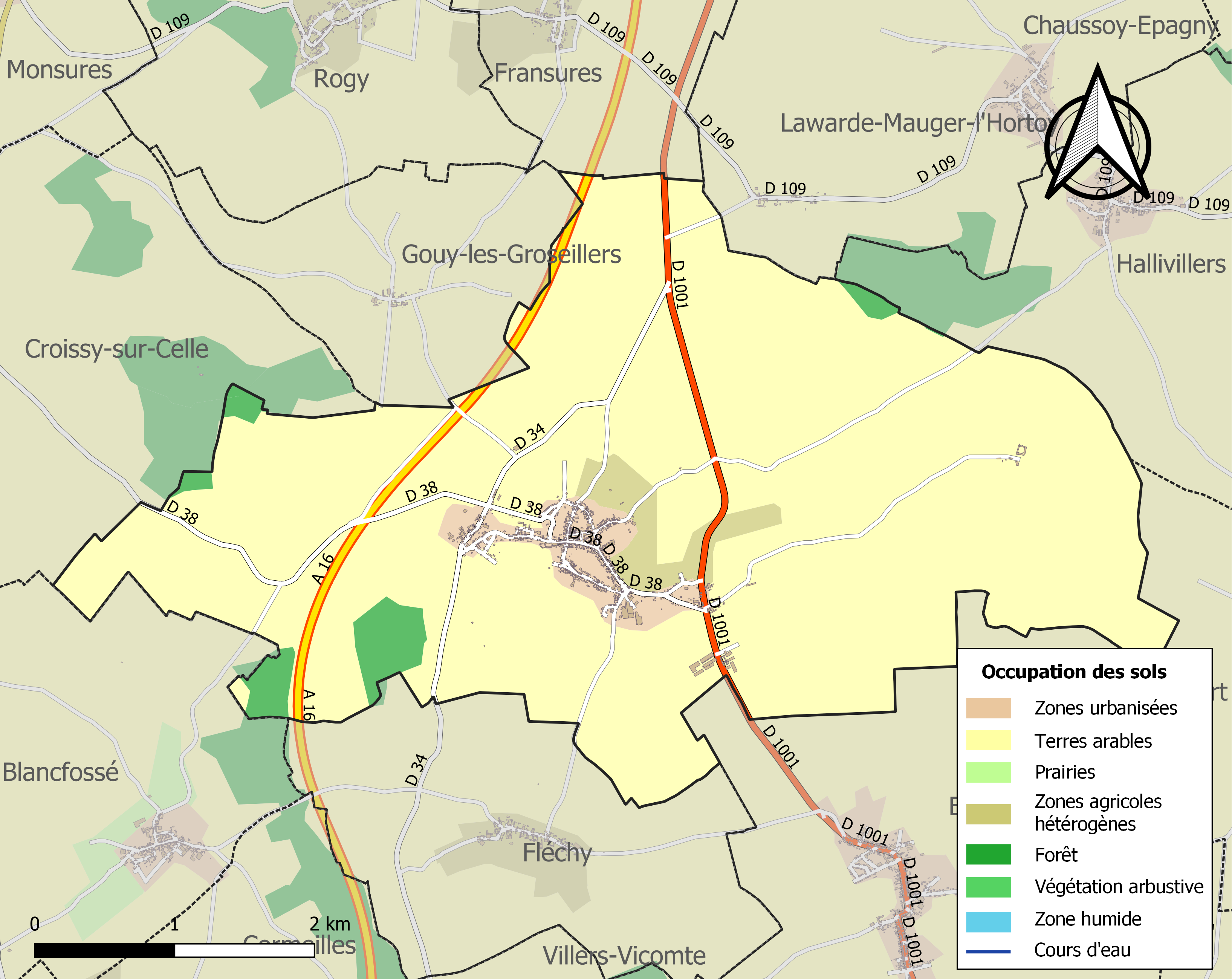
Carte des infrastructures et de l'occupation des sols de la commune en 2018 (CLC).

### Hameaux et écarts
- La Folie
- La ferme de Montplaisir

### Voies de communication et transports
La commune est desservie, en 2023, par les lignes 615, 616, 624, 6103, 6109, 6122, 6140 et 6304 du réseau interurbain de l'Oise ainsi que par la ligne 730 du réseau Trans'80.

## Toponymie
Le nom de la localité est attesté sous les formes Bonoglum (851) ; Bonoglium (851) ; apud Bonolium (856) ; Bonolium (vers 1048) ; Bonioilum (1118) ; Bonoculus (1142) ; Bonus oculus (1150) ; Bonnalium (1164) ; juxta Bonnolium (1164) ; Bonoil (1171) ; Bonnoil (1198) ; major de Bonoil (vers 1200) ; Bonoilum (vers 1230) ; de Bonolio (1282) ; Bonnuel (1294) ; in terouer de Bonnuelg (1294) ; Bonneil (1295) ; Bonneul (1295) ; Bonneuls (1297) ; Bonolium aquosum (XIIIe) ; Bonniel (XIVe) ; de Bonnolio le plessiez (vers 1320) ; bonneul de lez plaissie (1373) ; Bonneul le plessie (1454) ; Bonneuil les eaux (1580) ; Bonneul le plessier (1571) ; Bonneuil le Plaissier (1667) ; Bonneuil le Plessis (XIXe) ; Bonneuil le Plessier (XIXe) ; Bonneuil (1840).

L'origine du nom de Bonneuil remonterait à un nom de personne gaulois Bonos, ou l'adjectif latin bonus (bon), auquel est apposé le suffixe gaulois -ialo signifiant « champ, clairière », ce qui correspondrait à « champ de Bonos » ou « bonne clairière ». Le gaulois a persisté dans les campagnes jusqu'au Ve siècle.
Bonneuil est situé entre les vallées de la Selle et de la Noye.

## Histoire
Un vicus gallo-romain occupait le site, traversé par une voie romaine reliant Beauvais à Amiens.
La seigneurie appartenait au IXe siècle au comte d'Amiens et passa par mariage au comte de Clermont au XIIe siècle.
Bonneuil possède un riche passé historique. Cette petite commune rurale abrite une magnifique église à la géométrie assez particulière. À côté de celle-ci, se trouvent les vestiges d'un prieuré. Au cœur du village se dresse également une motte féodale du XIe siècle, très bien conservée et qui fait l'objet de nombreuses études.
Le pape Léon III confirme la fondation de l'abbaye Notre-Dame, proche de la motte féodale.
Louis Graves indiquait « Ce lieu devint ensuite le centre d'une des quatre châtellenies du comté de Breteuil, et passa au douzième siècle dans le comté de Clermont pur le maringe de Raoul I comte de Clermont, avec Alix fille de Valeran seigneur cle Breteuil. Les comtes y avaient un château dont il est question dans une charte de 1118, concernant une donation faite par Valeran à l'abbaye de Saint-Quentin de Beauvais.
Les rois en détachèrent sans doute quelque chose , car en 1218 Philippe-Auguste donna en fief à Robert de la  Tournel!e, ce qui lui appartenait à Bonneuil, en considération de la cession de ses droits sur le comté de Clermont.
Louis XII avait accordé à ce bourg devenu considérable par le passage de l'ancienne route de Picardie, l'établissement d'un marché, pour la  confirmation duquel Catherine de Médicis, comtesse de Clermont, obtint ou mois de septembre 1536 des lettres-patentes du roi Charles IX.
La châtellenie fut engagée en 1569 avec le comté de Clermont au duc de Brunswick; mais au mois de mai 1688, lors du partage de la succession d'Anne de Montafié veuve du comte de Soissons, cette seigneurie fut distraite du comté et donnée à Marie d'Orléans, duchesse de Nemours, petite fille du comte. Celle-ci mourut en 1707 après avoir disposé de Bonneuil en faveur de Henri Louis de Bourbon , fils naturel de Louis de Bourbon comte de Soissons son oncle. Ln terre vint ensuite à la  fille de ce dernier qui épousa ie duc de Luynes et de Chevreuse ».
Le village a souffert de la peste en 1668 et fut en partie dévasté par plusieurs incendies. De nombreuses muches issues de l'activité d'extraction de calcaire minent le village.
La commune, instituée par la Révolution française, a absorbé de 1825 à 1835 celle de Gouy-les-Groseillers
L'ancienne usine de velours est aujourd'hui reconvertie.

## Politique et administration

### Rattachements administratifs et électoraux
La commune se trouve dans l'arrondissement de Clermont du département de l'Oise. Pour l'élection des députés, elle fait partie de la première circonscription de l'Oise.
Elle faisait partie depuis 1801 du canton de Breteuil. Dans le cadre du redécoupage cantonal de 2014 en France, la commune rejoint le canton de Saint-Just-en-Chaussée.

### Intercommunalité
La commune faisait partie de la communauté de communes des Vallées de la Brèche et de la Noye créée fin 1992.
Dans le cadre des dispositions de la loi portant nouvelle organisation territoriale de la République (Loi NOTRe) du 7 août 2015, qui prévoit que les établissements publics de coopération intercommunale (EPCI) à fiscalité propre doivent avoir un minimum de 15 000 habitants, le préfet de l'Oise a publié en octobre 2015 un projet de nouveau schéma départemental de coopération intercommunale, qui prévoit la fusion de plusieurs intercommunalités, et notamment celle de Crèvecœur-le-Grand (CCC) et celle des Vallées de la Brèche et de la Noye (CCVBN), soit une intercommunalité de 61 communes pour une population totale de 27 196 habitants.
Après avis favorable de la majorité des conseils communautaires et municipaux concernés, cette intercommunalité dénommée communauté de communes de l'Oise picarde et dont la commune est désormais membre, est créée au 1er janvier 2017.

### Liste des maires
| Période                                  | Période                        | Identité       | Étiquette | Qualité |
| ---------------------------------------- | ------------------------------ | -------------- | --------- | --- |
| Les données manquantes sont à compléter. |                                |                |           | |
| mars 2001                                | 2008                           | Jean Lefèvre   | DVD       | Commercial |
| mars 2008                                | En cours (au 29 novembre 2020) | Nicole Cordier | DVD       | Retraitée de l'éducation nationale Conseillère départementale de Saint-Just-en-Chaussée (2015 → ) Vice-présidente de la CC Vallées de la Brèche et de la Noye (2014 → 2016) Vice-présidente de la communauté de communes de l'Oise picarde (2017 → 2020) Réélue pour le mandat 2020-2026, Suppléante du député LR Victor Habert-Dassault |

### Politique de développement durable
La commune se dote en 2017-2019 d'un réseau d'assainissement des eaux usées, envisagé de longue date,

## Équipements et services publics

### Enseignement
La commune se dote d'un nouveau bâtiment pour le périscolaire en 2020/2021, construit en continuité du bâtiment de la mairie-école,

## Population et société

### Démographie

#### Évolution démographique
L'évolution du nombre d'habitants est connue à travers les recensements de la population effectués dans la commune depuis 1793. Pour les communes de moins de 10 000 habitants, une enquête de recensement portant sur toute la population est réalisée tous les cinq ans, les populations de référence des années intermédiaires étant quant à elles estimées par interpolation ou extrapolation. Pour la commune, le premier recensement exhaustif entrant dans le cadre du nouveau dispositif a été réalisé en 2008.

En 2022, la commune comptait 780 habitants, en évolution de −4,06 % par rapport à 2016 (Oise : +0,87 %, France hors Mayotte : +2,11 %).
| 1793  | 1800  | 1806  | 1821  | 1831  | 1836  | 1841  | 1846  | 1851  |
| ----- | ----- | ----- | ----- | ----- | ----- | ----- | ----- | ----- |
| 1 145 | 1 229 | 1 146 | 1 238 | 1 273 | 1 198 | 1 165 | 1 164 | 1 173 |

| 1856  | 1861  | 1866  | 1872  | 1876 | 1881 | 1886 | 1891 | 1896 |
| ----- | ----- | ----- | ----- | ---- | ---- | ---- | ---- | ---- |
| 1 166 | 1 137 | 1 099 | 1 026 | 952  | 804  | 830  | 819  | 853  |

| 1901 | 1906 | 1911 | 1921 | 1926 | 1931 | 1936 | 1946 | 1954 |
| ---- | ---- | ---- | ---- | ---- | ---- | ---- | ---- | ---- |
| 848  | 846  | 857  | 716  | 719  | 697  | 613  | 639  | 636  |

| 1962 | 1968 | 1975 | 1982 | 1990 | 1999 | 2006 | 2008 | 2013 |
| ---- | ---- | ---- | ---- | ---- | ---- | ---- | ---- | ---- |
| 658  | 672  | 686  | 694  | 745  | 751  | 797  | 810  | 821  |

| 2018 | 2022 | - | - | - | - | - | - | - |
| ---- | ---- | - | - | - | - | - | - | - |
| 796  | 780  | - | - | - | - | - | - | - |

#### Pyramide des âges
La population de la commune est relativement jeune.
En 2018, le taux de personnes d'un âge inférieur à 30 ans s'élève à 35,1 %, soit en dessous de la moyenne départementale (37,3 %). À l'inverse, le taux de personnes d'âge supérieur à 60 ans est de 27 % la même année, alors qu'il est de 22,8 % au niveau départemental.
En 2018, la commune comptait 386 hommes pour 410 femmes, soit un taux de 51,51 % de femmes, légèrement supérieur au taux départemental (51,11 %).
Les pyramides des âges de la commune et du département s'établissent comme suit.
| Hommes | Classe d’âge | Femmes |
| ------ | ------------ | ------ |
| 0,0    | 90 ou +      | 1,0    |
| 6,0    | 75-89 ans    | 6,8    |
| 21,8   | 60-74 ans    | 18,5   |
| 20,2   | 45-59 ans    | 18,3   |
| 17,9   | 30-44 ans    | 19,5   |
| 16,3   | 15-29 ans    | 12,2   |
| 17,9   | 0-14 ans     | 23,7   |

| Hommes | Classe d’âge | Femmes |
| ------ | ------------ | ------ |
| 0,5    | 90 ou +      | 1,4    |
| 5,5    | 75-89 ans    | 7,6    |
| 15,6   | 60-74 ans    | 16,3   |
| 20,8   | 45-59 ans    | 20     |
| 19,4   | 30-44 ans    | 19,4   |
| 17,6   | 15-29 ans    | 16,2   |
| 20,6   | 0-14 ans     | 19,1   |

## Économie
Le village est le siège du fabricant d'accessoires de tennis de table, Cornilleau, créé en 1946 dans la commune. Il serait le leader mondial du secteur,,.

## Culture locale et patrimoine

### Lieux et monuments
- Église Saint-Nicolas, fondée en tant qu'église du prieuré cure, au début du XIIe siècle  par l'abbé de Breteuil Guillaume II. Elle dotée de trois chœurs et d'une nef du XVIe siècle.
L'un des chœurs, celui du prieuré, est dédié à saint Nicolas, le second , datant du XVIe siècle est dédié à saint Joseph, et le troisième, paroissial est consacré à Notre-Dame[41],[42]. 
Le faux transept, de style Renaissance, et la rose datent de 1570. Le clocher à tour carrée date du XIIIe siècle. L'église fait l'objet d'une inscription au titre des monuments historiques depuis 1997[43].
Le coq du clocher a été restauré et béni à nouveau en février 2021[44]
- Vestiges du prieuré Saint-Nicolas : Il est parfois qualifié d'abbaye. Une porte du XVIe siècle accole le mur du cimetière entourant l'église Saint-Nicolas. Ce porche fait l'objet d'une inscription au titre monuments historiques depuis 1998[45].

L'église-prieuré
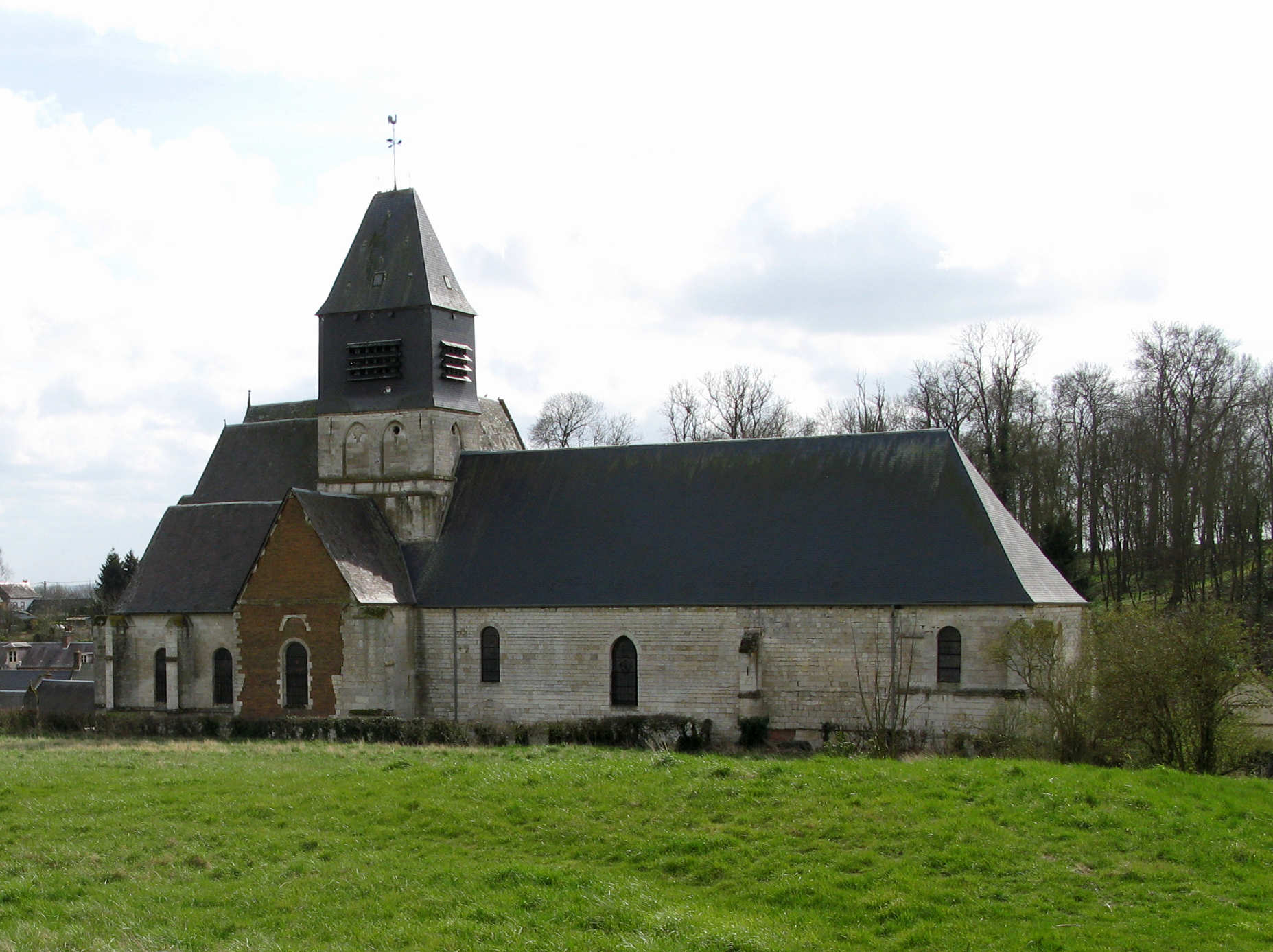
L'église Saint-Nicolas vue du nord
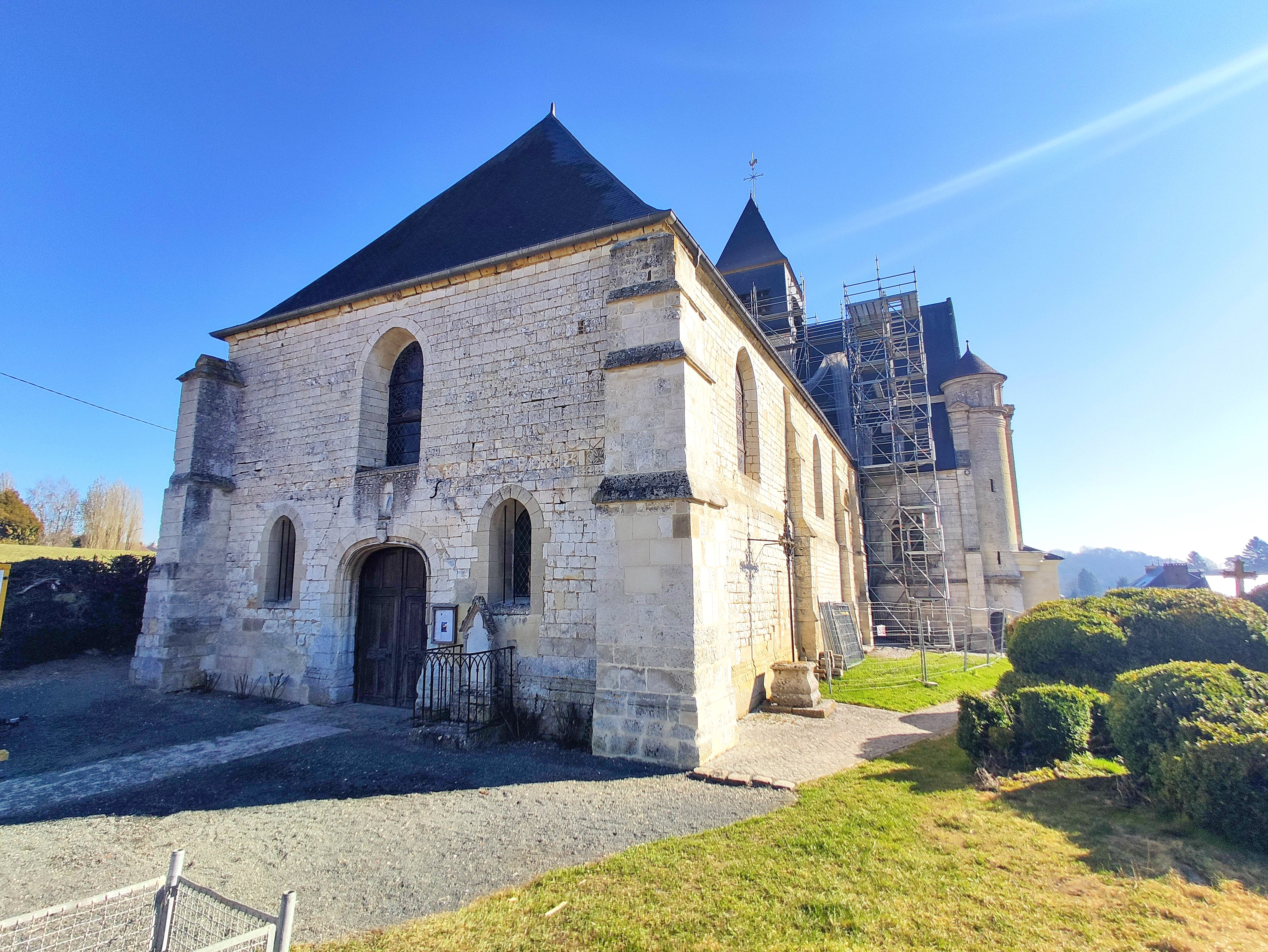
Façade est
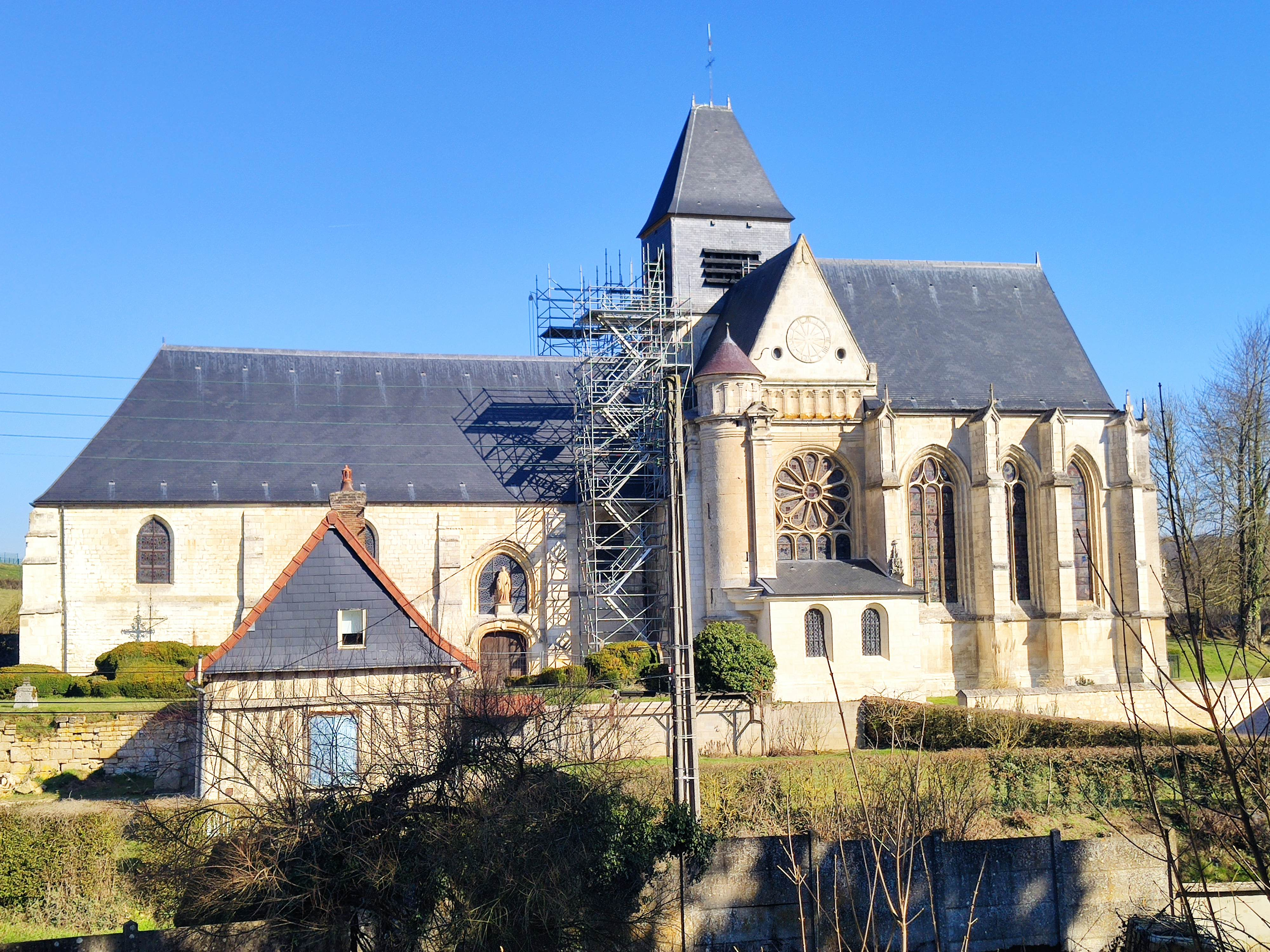
Façade sud
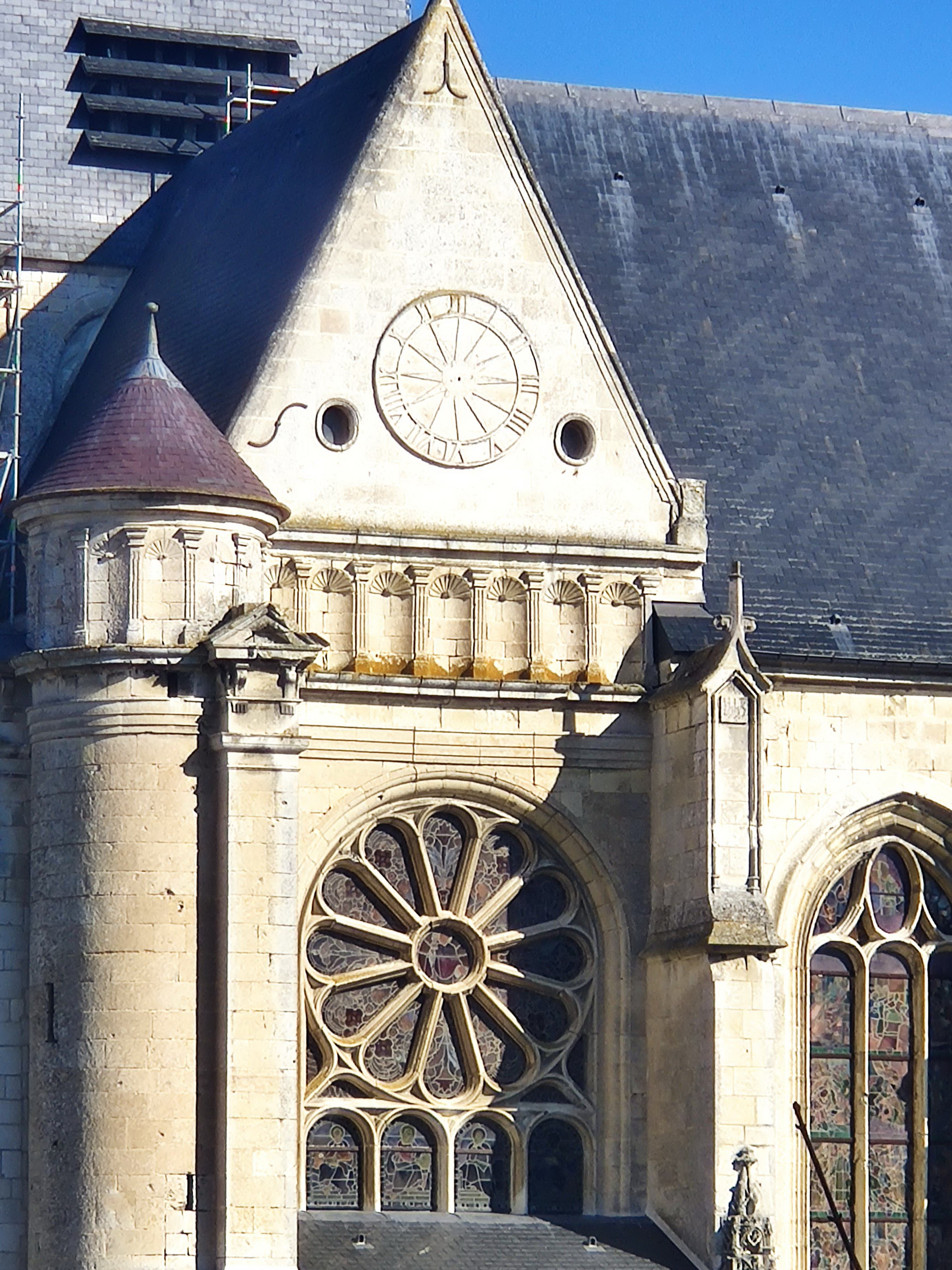
Détail du transept
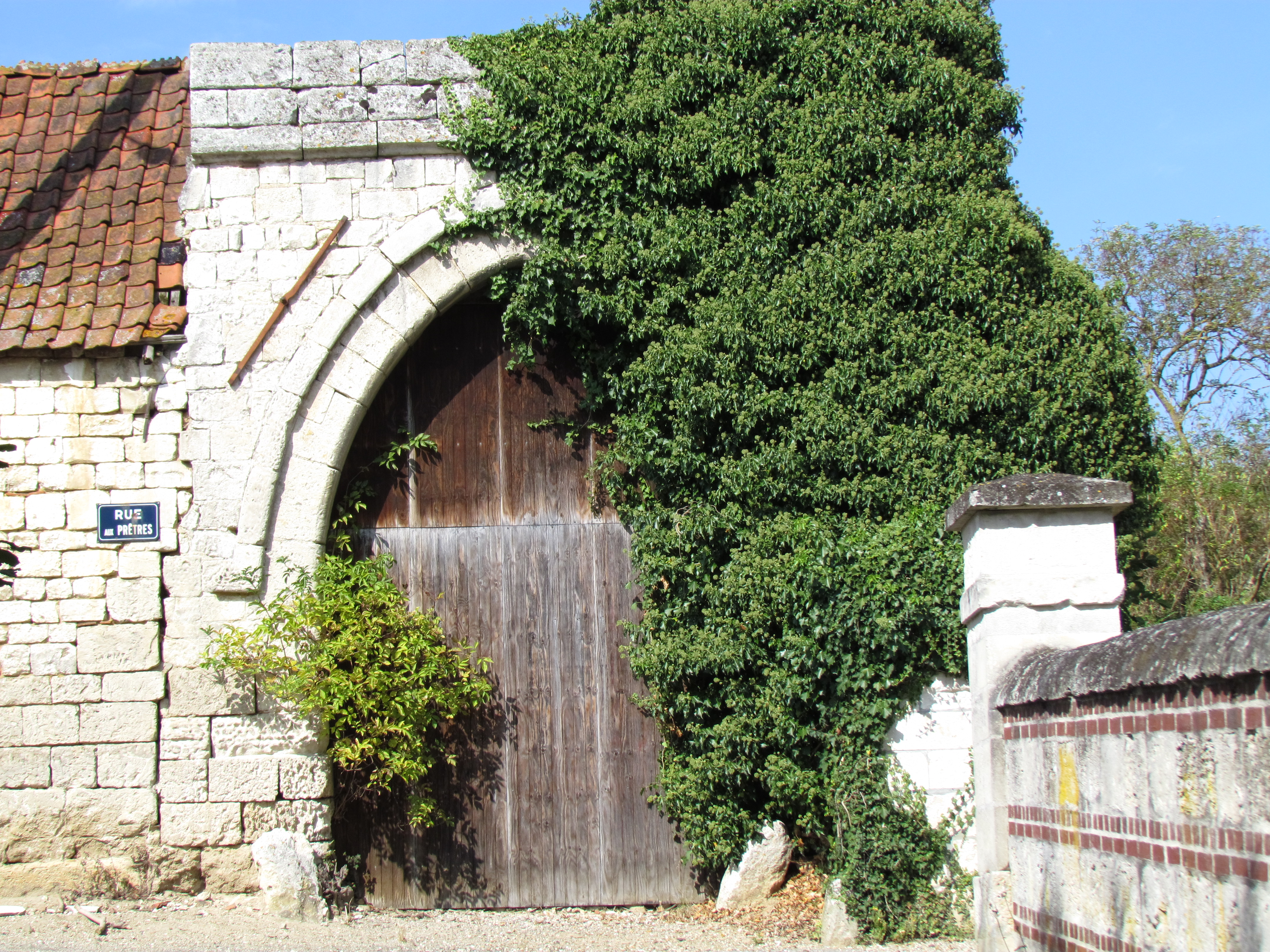
Porche de l'ancien prieuré Saint-Nicolas.

- Motte féodale : Mesurant de 30 m de haut, elle est aujourd'hui le seul élément subsistant de l'ancien château. Le site, dont la mise en valeur a commencé depuis peu d'années (élagage et fauchage), a commencé à être fouillé en 2007.

La motte féodale
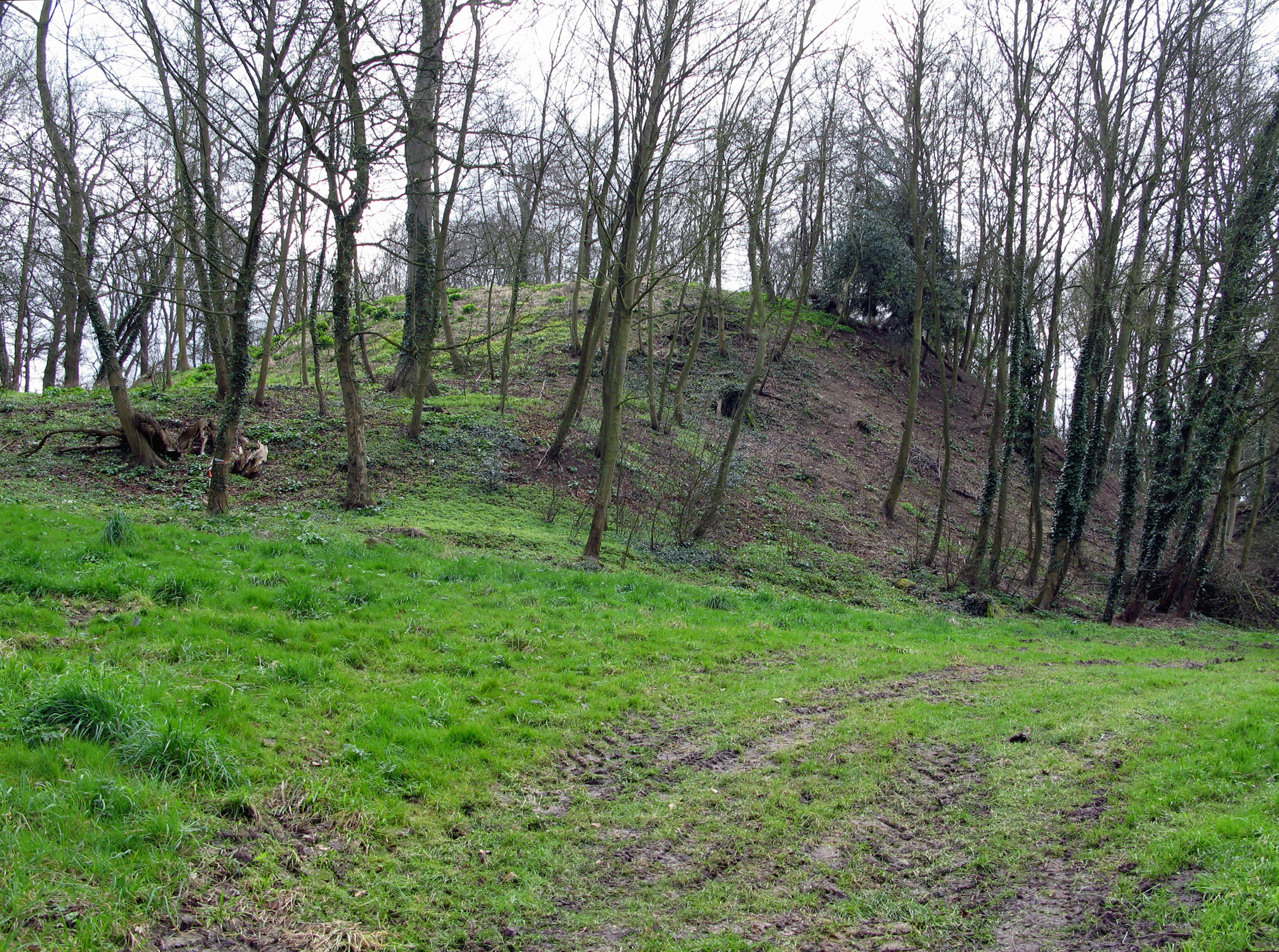
La motte féodale.
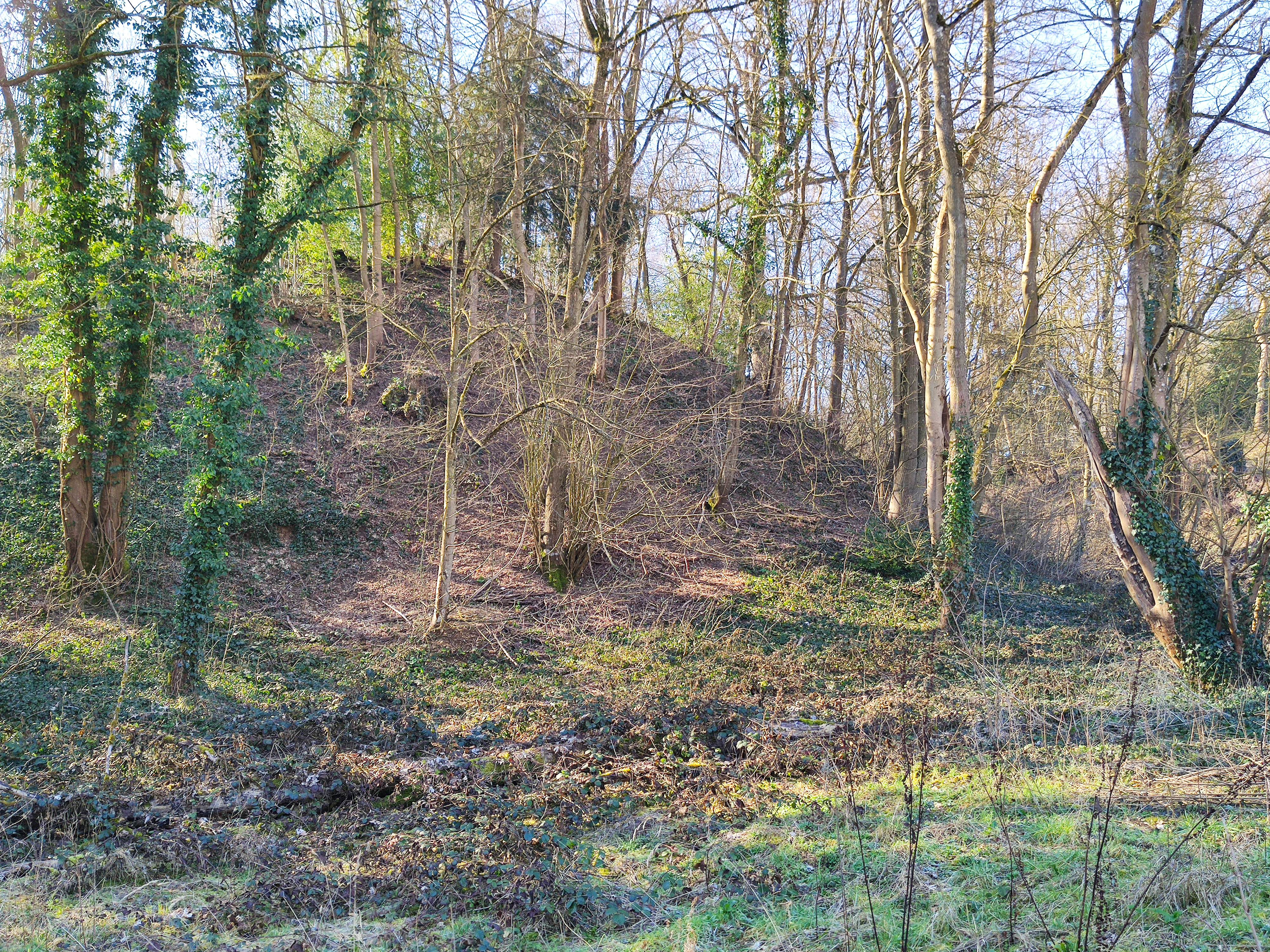
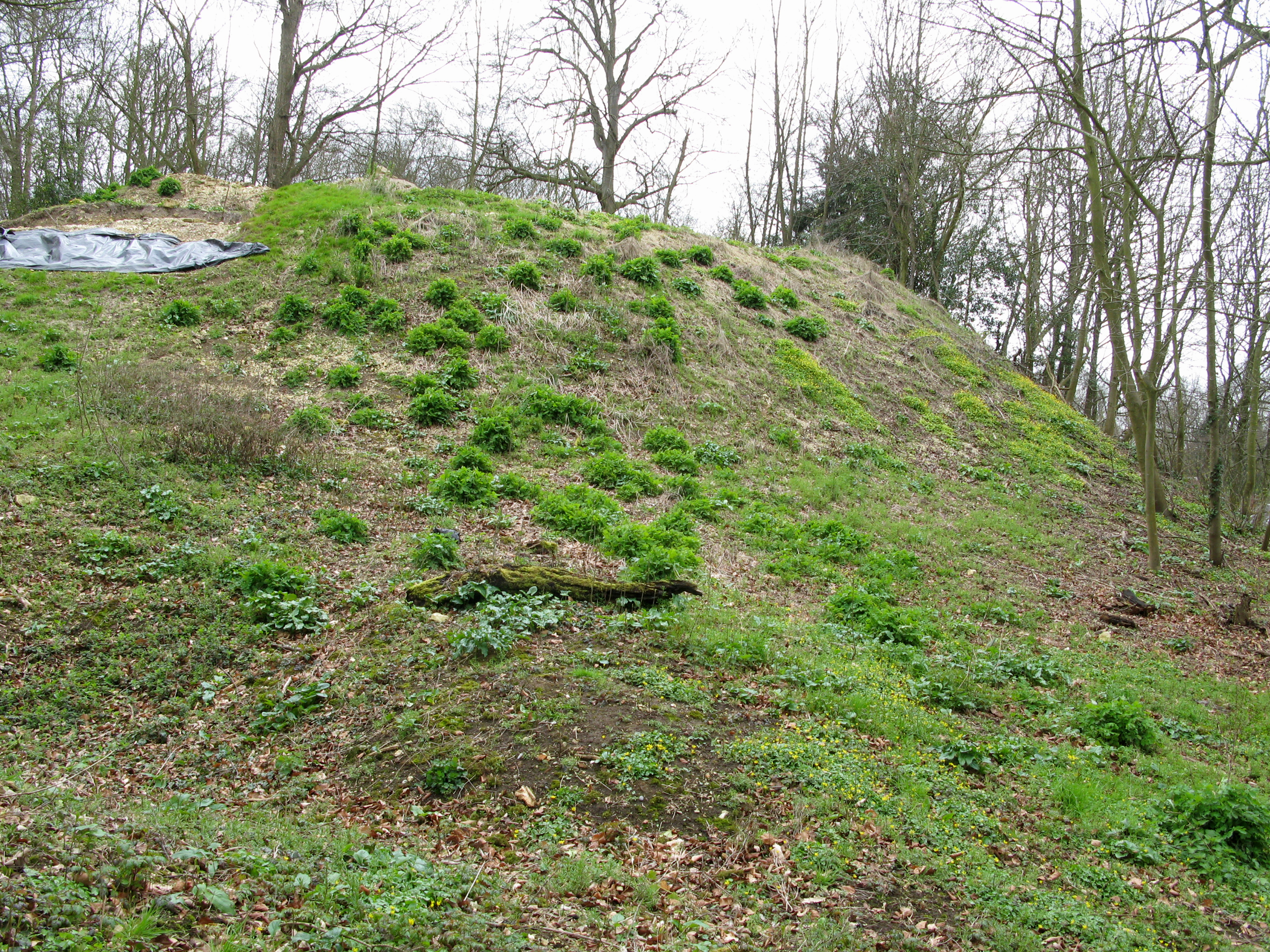
La motte féodale

- Chapelle Saint-Roch : Construite en 1733 en mémoire de l'épidémie de peste qui affecta le village de 1668 à 1669, elle se trouve dans le cimetière communal. Les pestiférés étaient isolés dans une rue fermée par une barrière et qui porte aujourd'hui le nom de « rue de la Barre ». La chapelle est le lieu d'un pèlerinage annuel célébré en souvenir de ce fléau et au dévouement de Nicolas Choart de Buzenval, évêque de Beauvais.
- Ancienne usine de velours, rue de l'Usine

L'ancienne usine de velours
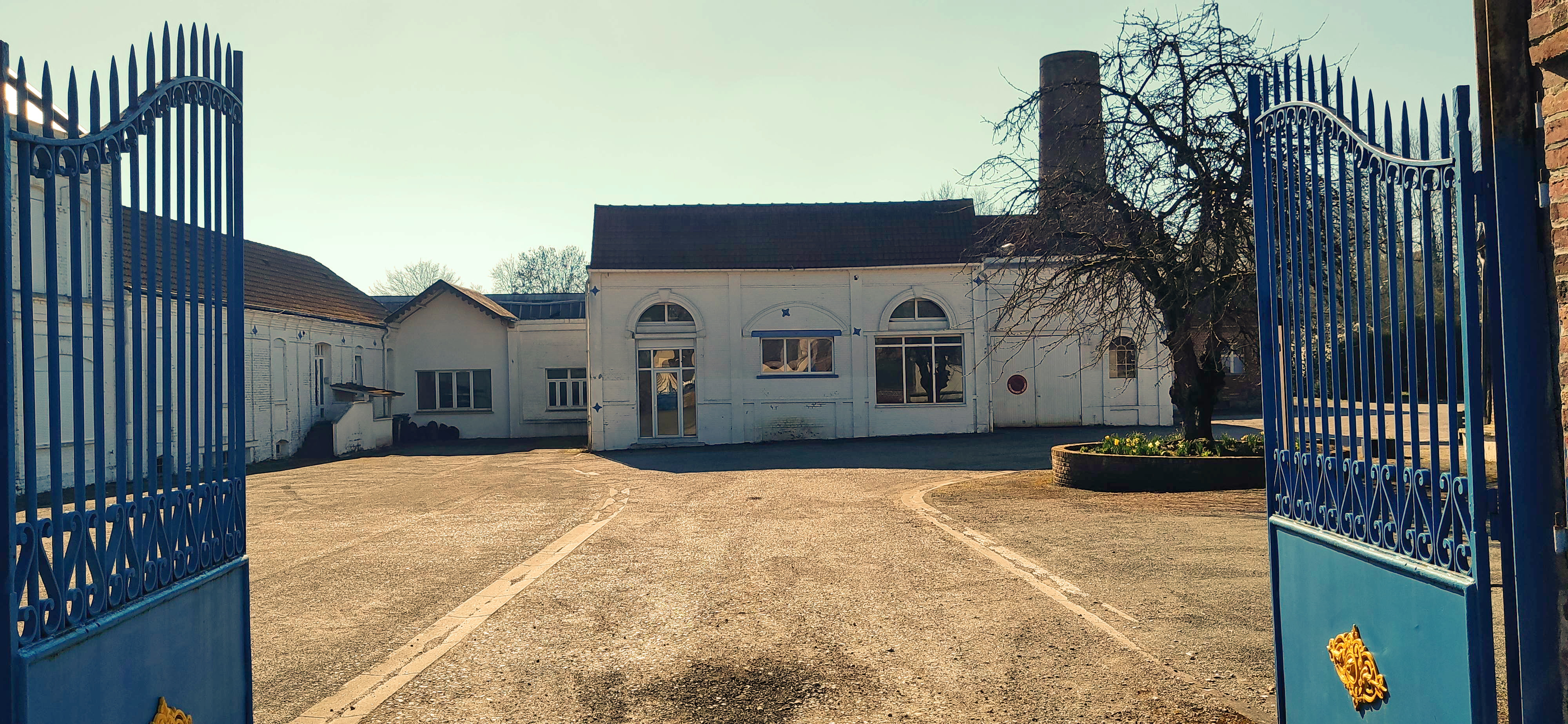
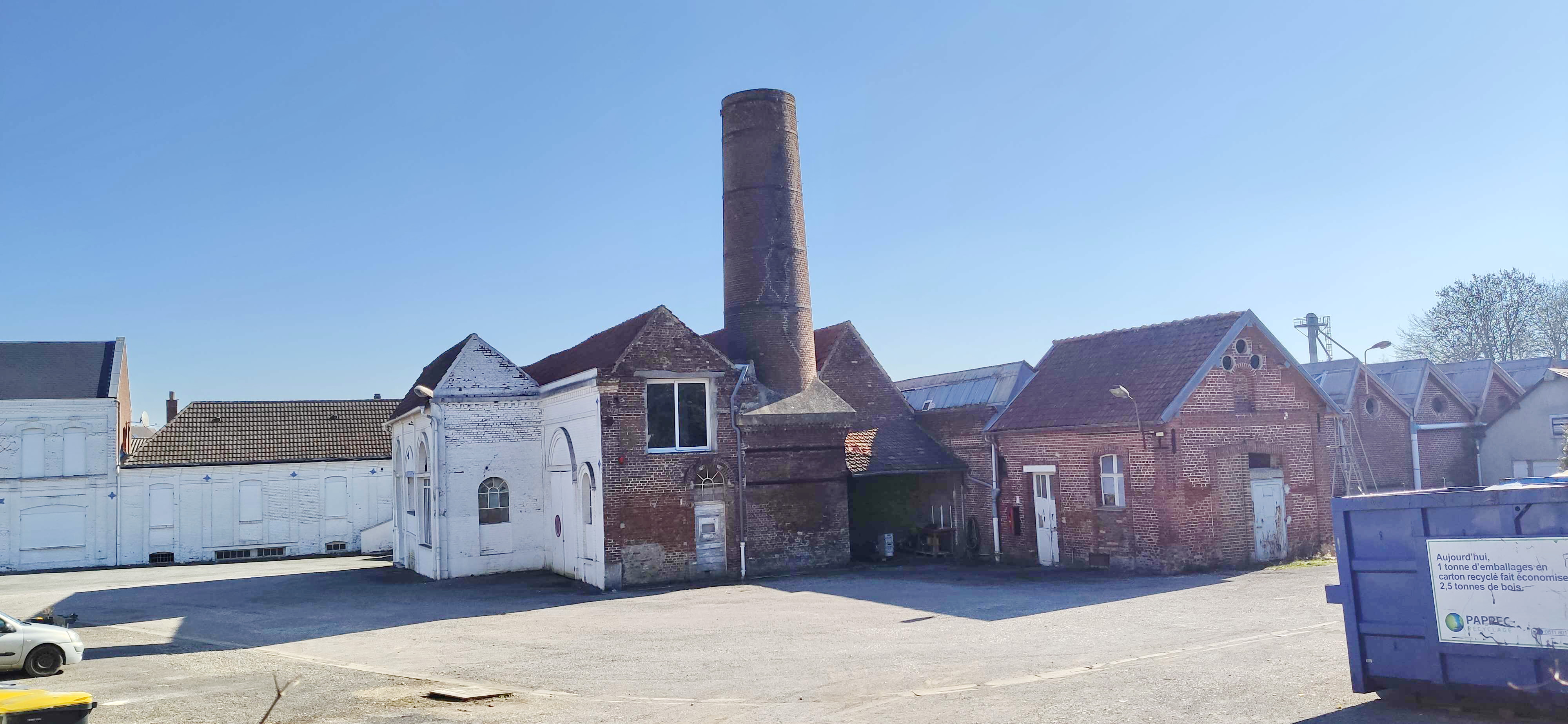

### La fanfare
La fanfare de Bonneuil-les-Eaux, créée en 1842 par l'instituteur du village, Jean-Louis Piat, est la plus ancienne association de la commune avec ses 175 ans en 2017,.